# Мальчик в красном жилете
«Мальчик в красном жилете» (фр. Le Garçon au gilet rouge) — картина Поля Сезанна 1889 или 1890 года, являющая собой образец зрелого периода творчества мастера. Хранится в собрании фонда Эмиля Бюрле в Цюрихе.
Сезанн написал четыре портрета данного итальянского мальчика в красном жилете в различных позах, изучая связи между персонажем и окружающим его пространством. Наиболее известный из портретов изображает мальчика сидящим за столом в меланхоличной позе с опорой головой о ладонь. 
Собрание фонда Эмиля Бюрле отмечает высокую живописность картины, демонстрирующей «идеальный баланс между тщательно продуманной композицией и непосредственным художественным чутьём». В 1895 году критик Гюстав Жеффруа назвал картину сравнимой с лучшими творениями старых мастеров.
Картина написана в богато насыщенных, праздничных тонах. Композиция образована тремя основными диагоналями: вдоль спины и головы мальчика, тёмно-зелёного занавеса за ним и линией сиденья со столом, поднимающейся из левого нижнего угла. Им противопоставлено положение рук и ног мальчика, создающее плотно сочленённую структуру пересекающихся диагоналей. 
Картина была приобретена у Сезанна торговцем произведениями искусства Амбруазом Волларом около 1895 года. В 1909 году её владельцем стал венгерский коллекционер Марцель Немеш, а в 1913 году — немецкий торговец Готтлиб Рибер. Эмиль Георг Бюрле приобрёл картину у Рибера в 1948 году. После смерти Бюрле в 1956 году его наследники пожертвовали картину в собрание фонда Эмиля Бюрле, где она и хранится с 1960 года. Остальные три портрета мальчика в красном жилете хранятся в музеях США.
В феврале 2008 года картина, считающаяся наиболее ценной в собрании фонда Эмиля Бюрле, стоимостью 91 миллион долларов, была украдена из здания музея. В апреле 2012 года картина была обнаружена в Сербии и возвращена по месту хранения.